# Brou de gínjol
El brou de gínjol, en italià brodo di giuggiole, és un xarop preparat a partir dels gínjols que es fa a Itàlia.
El brou de gínjol és ric en vitamina C i sucres, és dolç i molt saborós.
L'expressió italiana "andare in brodo di giuggiole" (anar a brou de gínjol), es refereix a aquells que manifesten una gran felicitat donada per la bondat d'aquest producte i, per tant, amb el plaer en consumir-ho i té gran afinitat amb la nostra "estar més content que un gínjol".

## El fruit
El gínjol, fruita del ginjoler de la família de les Rhamnaceae, planta provinent de Síria i ja coneguda a Itàlia el 1660, emprat en el vocabulari de l'Accedemia della Crusca de l'època, avui és conreada també a Itàlia i és típica de la zona dels Colli Euganei al Vèneto. Essent un dels darrers fruits a madurar, és usat per a fer el lícor homònim.

## Recepta[4]

### Ingredients
- 1 quilo de gínjols
- 1 quilo de sucre
- 2 penjolls de raïm moscatell
- 2 gots de vi preferiblement negre
- 2 codonys
- ratlladura d'1 llimona
- una mica d'aigua

### Preparació
Deixar assecar els gínjols durant un parell de dies, sense pelar-los. Pesar i ficar-les en una olla, cobrir amb aigua. Netejar els grans de raïm i afegir-los a l'olla juntament amb el sucre. Cuinar durant una hora a foc lent. Afegir els codonys i el vi. Augmentar la temperatura i fer evaporar el vi. Cap al final de la cocció (quan s'està gelificant) afegir la llimona ratllada, Bullir fins a obtenir un xarop cremós. Triturar-ho, colar-ho i deixar refredar i segellar en pots esterilitzats. Guardar-ho en un lloc fresc i fosc unes dues setmanes.